# Ciccioli

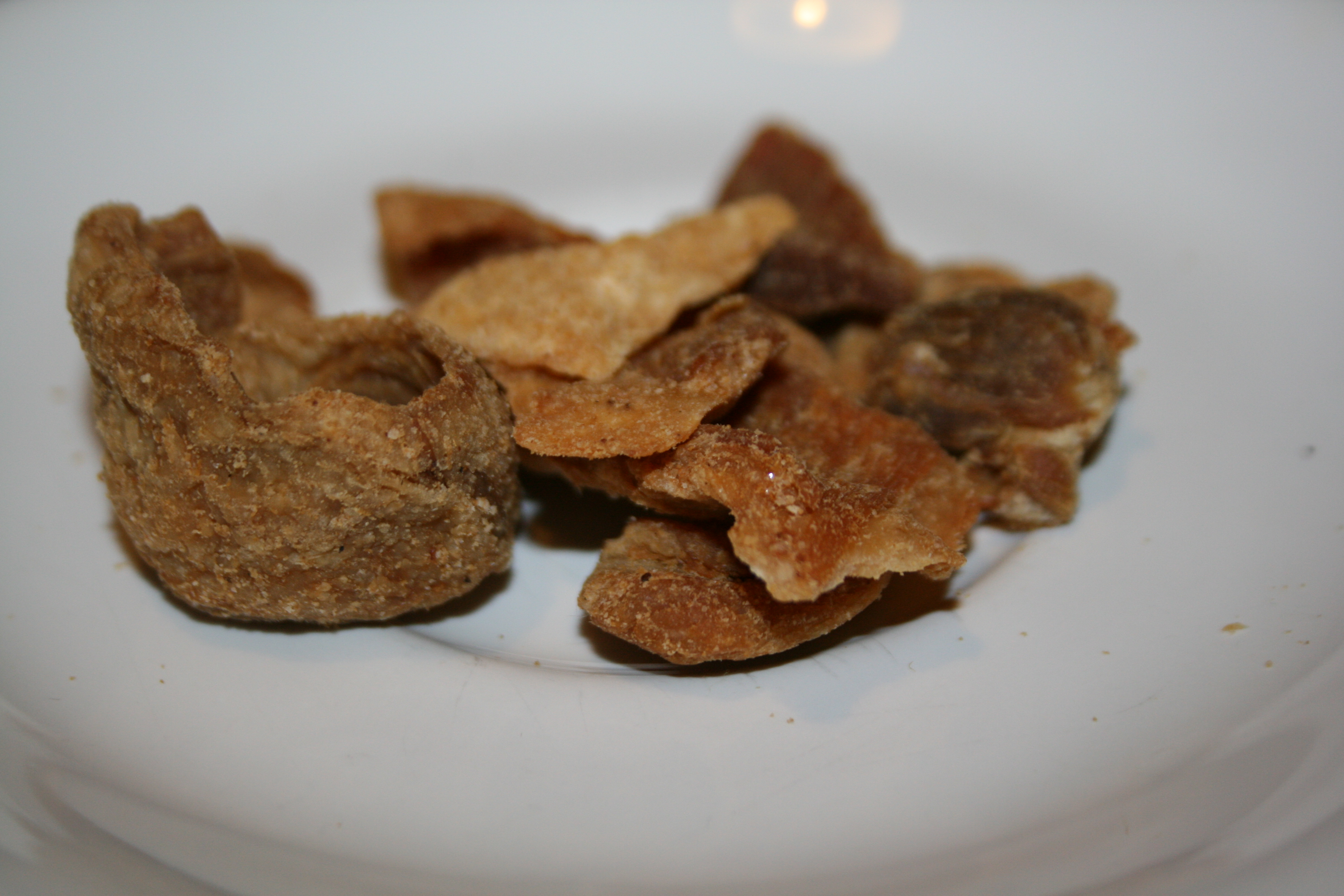
Ciccioli

Ciccioli jsou italské škvarky z pokrutiny vepřového masa.

## Historie a současnost
Tento pokrm pochází z regionu Emilia-Romagna; ciccioli patřily hlavně na stůl rolníků a podávaly se s polentou jako hlavní chod. V moderní době se podávají především k aperitivům či s chlebem jako předkrm. V Irpinii připravují speciální chléb, který má tyto škvarky přimíchané v těstě a nazývá se pizza pe frittole nebo pan con le cicole. V Umbrii je dávají na pizzu. Pokrm je oblíbený i v Modeně, Bologni, Parmě a Romagně. V Neapoli se používá název cicoli, v Laziu a Umbrii sfrizzoli a v Kalábrii risimugli. 

## Příprava
Ciccioli se vyrábějí lisováním a následným sušením mastných zbytků vepřového masa. Existují dva druhy:
- nedosušený, měkký, který je měkký a lze ho krájet a servírovat na plátky
- zcela vysušený, tvrdý, který se často prodává v podobě křupavých lupínků nazývaných ciccioli frolli